# Octave (album)
Pour les articles homonymes, voir Octave.
Albums de The Moody Blues
Caught Live + 5
(1977) Long Distance Voyager
(1981)
Octave est le neuvième album studio des Moody Blues, sorti en 1978. Sorti après un hiatus de trois ans dans la carrière du groupe (1974-1977), c'est le dernier auquel participe le claviériste Mike Pinder. Il fut réédité en format CD en 2008 avec cinq chansons bonus live en compagnie de Patrick Moraz aux claviers. 

## Titres

### Face 1
1. Steppin' in a Slide Zone (Lodge) – 5:29
2. Under Moonshine (Thomas) – 5:00
3. Had to Fall in Love (Hayward) – 3:42
4. I'll Be Level with You (Edge) – 3:48
5. Driftwood (Hayward) – 5:03

### Face 2
1. Top Rank Suite (Hayward) – 3:42
2. I'm Your Man (Thomas) – 4:21
3. Survival (Lodge) – 4:09
4. One Step Into the Light (Pinder) – 4:29
5. The Day We Meet Again (Hayward) – 6:19

### Titres bonus live
- Steppin' in a Slide Zone - Live à Seattle 25 mai 1979 - (Lodge) 4:57
- I'm Your Man - Idem - (Thomas) 4:51
- Top Rank Suite - Idem - (Hayward) 4:28
- Driftwood - Idem - (Hayward) 5:02
- The Day We Meet Again - Houston 7 décembre 1978 - (Hayward) 7:16

## Musiciens
- Justin Hayward : chant, guitare, claviers
- John Lodge : chant, basse, claviers
- Ray Thomas : chant, flûte, harmonica, tambourin
- Graeme Edge : batterie, percussions, chant
- Mike Pinder : chant, piano, piano électrique, orgue, synthétiseur, Mellotron, guitare acoustique

## Personnel additionnel
- R. A. Martin : cuivres, saxophone
- Patrick Moraz : Claviers sur les chansons bonus live (11 - 15)